# Coutos de Alcobaça
Os Coutos de Alcobaça definiram, um território administrado pelo Mosteiro de Alcobaça.
Em 1153 D. Afonso Henriques doou e coutou a D. Bernardo, Abade de Claraval, e aos seus sucessores dois territórios recém-conquistados aos mouros para aí ser fundado o Mosteiro Cisterciense de Santa Maria de Alcobaça.
Os primeiros monges de Alcobaça começaram de imediato a organizar e a explorar as suas terras à época pouco povoadas e muito florestadas. Abriram clareiras nas matas e nos bosques, seleccionando locais que reuniam as melhores condições para a exploração agro-pecuária. Aí instalaram quintas por eles próprios agricultadas, as granjas.
Os Coutos de Alcobaça abrangeram, na sua fase de maior expansão, uma área de 440 km², compreendendo 14 vilas: Alcobaça, Aljubarrota, Alvorninha, São Martinho do Porto, Évora de Alcobaça, Pederneira (Nazaré), Cela Nova, Maiorga, Turquel, Salir de Matos, Santa Catarina, Alfeizerão, Cós e Paredes da Vitória.
O Mosteiro de Alcobaça administrou este vasto território até Outubro de 1833, altura em que os monges abandonaram definitivamente Alcobaça na sequência de vitórias consecutivas do exército liberal aliadas a revoltas populares. O Mosteiro, as suas quintas, os seus celeiros e adegas foram então saqueados pelos populares. O Estado tomou posse administrativa dos bens monásticos a 29 de Outubro de 1833, vendendo-os mais tarde em hasta pública.